# Katedra św. Stanisława w Scranton
Katedra św. Stanisława Biskupa i Męczennika w Scranton – katedra główna Polskiego Narodowego Kościoła Katolickiego (PNKK) w Stanach Zjednoczonych i Kanadzie, położona w diecezji centralnej tegoż kościoła. Proboszczem katedry jest bp dr Antoni Mikovsky – zwierzchnik diecezji centralnej PNKK.
Powstanie parafii św. Stanisława sięga genezą konfliktu jaki wybuchł w polskiej parafii pw. Najsłodszego Serca Jezusa i Maryi w Scranton pomiędzy wiernymi a ks. proboszczem Ryszardem Austem. Wiernym chodziło o wzgląd i kontrole w finansach, ale wspomniany proboszcz nie chciał zezwolić na rewizje dochodów wspólnoty. W 1895 r. doszło do incydentu między proboszczem a wiernymi, kiedy Ci nie chcieli puścić księdza do ołtarza. Ks. R. Aust wezwał policję i musiało dojść do rozlewu krwi. Polacy nie chcieli już modlić się w tym kościele, uzyskali pozwolenie na budowę nowej świątyni. Gdy obok starego kościoła stanął nowy, pomyślano o duszpasterzu. Zgromadzenie parafialne w dniu 14 marca 1897 r. wybrało ks. Franciszka Hodura na proboszcza.
Kościół św. Stanisława Męczennika w Scranton został oficjalnie katedrą PNKK na mocy dokumentów przyjętych przez I Synod wspólnoty polskich katolików, który odbył się w Scranton w dniach 6-8 września 1904 r. Parafia miała wyjątkowy jak na ówczesny statut system zarządzania min. majątkiem parafialnym zarządzał komitet, a kościół w pełni był we włościach polskiej społeczności.
W marcu 1909 r. inne polskie parafie połączyły się z ośrodkiem w Scranton i utworzyły Polski Narodowy Kościół Katolicki (PNKK). Na swojego przywódcę polskokatolicy wybrali ponownie ks. Franciszka Hodura, który niedługo potem przyjął sakrę biskupią z rąk arcybiskupa Unii Utrechckiej i włączył PNKK do rodziny kościołów starokatolickich.
Parafia św. Stanisława Biskupa i Męczennika w Scranton od tej pory stała się ważnym ośrodkiem polonijnym w Stanach Zjednoczonych. To właśnie w Scranton odbywało się większość synodów kościoła i tu siedzibę ma Pierwszy Biskup Polskiego Narodowego Kościoła Katolickiego.
Kościół położony jest przy ul. East Locust 529.